# Perizonius
Jakob Voorbroek, meglio conosciuto come Perizonius o Perizonio (Appingedam, 26 ottobre 1651 – Leida, 6 aprile 1715), è stato un filologo e storico olandese.

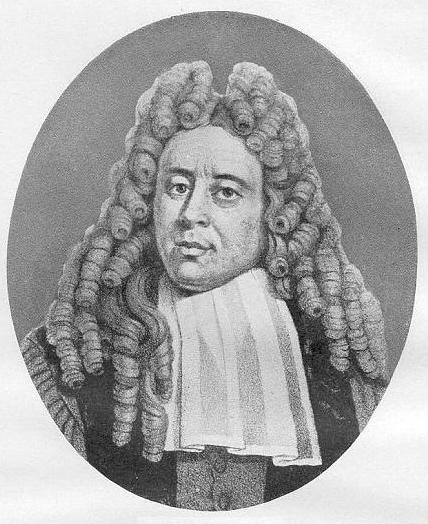
Perizonius

Era il figlio di Anton Perizonius (1626-1672), autore del trattato De ratione studii theologici. Dopo aver studiato all'Università di Utrecht, ottenne nel 1682 la cattedra di eloquenza e storia a Francoforte grazie all'appoggio di J. G. Graevius e Nikolaes Heinsius. Nel 1693 ottenne la stessa cattedra a Leida, dove morì il 6 aprile 1715.
Fu autore delle  Animadversiones historicae (1685), opera che influenzò gli studi sulla storia di Roma di Niebuhr.